# STS-89
La STS-89 è una missione spaziale del Programma Space Shuttle.

## Equipaggio
- Terrence W. Wilcutt (3) - Comandante
- Joe F. Edwards, Jr. (1) - Pilota
- James F. Reilly, II (1) - Specialista di missione
- Michael P. Anderson (1) - Specialista di missione
- Bonnie J. Dunbar (5) - Specialista di missione
- Saližan Šakirovič Šaripov (1) - Specialista di missione
- Andrew S. W. Thomas (2) - Specialista di missione - RKA

Tra parentesi il numero di voli spaziali completati da ogni membro dell'equipaggio, inclusa questa missione.

## Parametri della missione
- Massa:
  - Navetta al rientro con carico: 114.131 kg
  - Carico utile: 7.748 kg
- Perigeo: 359 km
- Apogeo: 382 km
- Inclinazione orbitale: 51.6.0°
- Periodo: 1 ora, 32 minuti, 0 secondi